# جو-آن: نفرین ۲
جو-آن: نفرین ۲ (انگلیسی: Ju-On: The Curse 2) فیلمی در ژانر ترسناک به کارگردانی تاکاشی شیمیزو است که در سال ۲۰۰۰ منتشر شد. از بازیگران آن می‌توان به تاکاکو فوجی، یوکو دایکه، و دندن اشاره کرد.

## خلاصه داستان
«کایاکو» یک خانم بازیگر است و به همراه شوهرش دیر وقت در حال رفتن به سمت خانه‌شان می‌باشند. ناگهان در راه به یک گربه می‌کوبد و ناگهان مشاهده می‌کند که یک بچه کوتاه رنگ پریده به سمت بدن گربه می‌دود و…